# Nintendo 64-accessoires
N64-accessoires is de benaming voor de randapparatuur die aan de Nintendo 64 of aan de achterkant van de controller kan worden gekoppeld.

## Controlleraccessoires
De Nintendo 64 heeft een controller waarbij zich aan de achterkant een uitbreidingspoort bevindt. Hier kunnen verscheidene accessoires aan gekoppeld worden.
- Controller Pak - Voegt extra opslagcapaciteit toe voor savegames
- Rumble Pak - Voegt vibratie toe aan de controller
- Transfer Pak - Maakt data-uitwisseling tussen de Nintendo 64 en diverse typen Game Boy mogelijk voor de spellen die dat ondersteunen
- VRU (Voice Recognition Unit) - Maakt stemherkenning mogelijk. Deze accessoire werd meegeleverd met het spel Hey You, Pikachu!

## Consoleaccessoires
De Nintendo 64 kent ook randapparatuur die aan de spelcomputer kan worden gekoppeld.
- Jumper Pak - Een afdichting van de poort voor geheugenuitbreiding. Deze werd standaard met de Nintendo 64 meegeleverd en diende om het RAM-geheugen in de Nintendo 64 af te sluiten.
- Expansion Pak - Vervangt de Jumper Pak en breidt het geheugen van de Nintendo 64 uit met 4 megabyte. Enkele spellen vereisen de Expansion Pak. De meeste spellen die deze uitbreiding ondersteunen hebben bij de aanwezigheid hiervan betere graphics, maar functioneren ook zonder.

Expansion Pak · Rumble Pak · Controller Pak · Transfer Pak